# Crucea lui Ioan Bob din Blaj
Crucea lui Ioan Bob este un monument istoric din municipiul Blaj, aflat în prezent în incinta muzeului de istorie din oraș. În timpul foametei din 1815 episcopul Ioan Bob a șters datoriile datornicilor săi din satele din jur, iar în semn de recunoștință aceștia au ridicat crucea respectivă, amplasată inițial pe dealul Hula (Dealul Viilor).
Într-o noapte din noiembrie 1908 crucea a fost spartă prin dinamitare, dar canonicul Ioan Micu Moldovan a refăcut monumentul pe cheltuiala sa.
În 1993 pe locul crucii lui Bob a fost amplasată Crucea lui Avram Iancu din Blaj.